# مطار خريبيط
مطار خريبيط أو قاعدة الرويشد الجوية هي قاعدة عسكرية جوية ثانوية عراقية مهجورة في أقصى غرب قضاء الرطبة بمحافظة الأنبار أقصى غرب العراق، متاخمة للحدود الأردنية العراقية.